# Stephen Weeks
Stephen Weeks (n. februarie 1948, Hampshire, Anglia, Regatul Unit) este un regizor, scenarist și producător de film britanic.
Weeks a început să producă filme de la 16 ani și a debutat în lungmetraje la 22 de ani cu filmul de groază de fantezie Eu, monstrul bazat pe nuvela Straniul caz al doctorului Jekyll și al domnului Hyde de Robert Louis Stevenson.

## Filmografie selectivă
- Eu, monstrul (1971)
- Sir Gawain și Cavalerul Verde (1973)
- Ghost Story (1974)[3]
- Scars (1976)
- Legenda cavalerului (1983)
- The Bengal Lancers! (1984)